# Lancia Lybra
O Lybra é um sedan médio da Lancia.